# Conflictul din Valea Preševo
Conflictul din Valea Preševo sau Revolta din municipiile Preševo, Bujanovac și Medvedja (1999–2001) a fost un conflict dintre guvernul federal iugoslav și o organizație rebelă de albanezi, cunoscută cu numele Armata de Eliberare din Preševo, Medveđa și Bujanovac (UÇPMB) înființată cu scopul de a anexa zona din sudul Serbiei Centrale. Planul a fost să se alăture unui viitor Kosovo independent deși nu neapărat cu Albania.